# تفاعل نقل الدم الانحلالي الآجل
تفاعل نقل الدم الانحلالي الآجل (بالإنجليزية: Delayed hemolytic transfusion reaction)‏ هو أحد أنواع تفاعلات نقل الدم.
يمكن أن يحصل هذا التفاعل بعد أسبوع إلى 4 أسابيع من عملية النقل. يمكن أن يحصل التفاعل عندما يستقبل المريض دما يحتوي على مستضد كيد بينما يخلو دم المريض المستقبل من هذا المستضد. التفاعل الانحلالي يحدث بعد 3 إلى 14 يوما نتيجة لاستجابة مناعية ثانوية، كما ينخفض مستوى الهيموغلوبين وتظهر أعراض حمى ويرقان وبيلة هيموغلوبينية.